# Yellowface (romance)
Yellowface (em português brasileiro: Impostora) é um romance satírico de 2023 escrito por R. F. Kuang. O livro foi descrito como uma sátira à diversidade racial na indústria editorial, bem como uma metaficção sobre mídias sociais, particularmente Twitter.

## Escrita e desenvolvimento
Kuang começou a conceituar sua obra Yellowface em 2021, em meio a conversas sobre diversidade e representação na indústria editorial
. Ela escreveu o primeiro rascunho ao longo de alguns meses, inspirando-se em suas próprias experiências como autora asiático-americana, quando lhe disseram que seu apelo se deve em grande parte ou inteiramente ao fato de ser uma autora de caráter "simbólico.
Ao ler partes do primeiro rascunho, o agente literário de Kuang inicialmente hesitou sobre o projeto e tentou dissuadí-la de prosseguir com o mesmo devido ao seu conteúdo ser visto como um a[taque à indústria editorial. Porém, por insistência de Kuang, o projeto foi continuado , tendo sido finalmente publicado pela HarperCollins.

## Sinopse
June Hayward, uma jovem autora malsucedida, se vê como a única testemunha da morte acidental de sua antiga colega de classe e amiga casual, Athena Liu, uma autora sino-americana que é uma queridinha da indústria editorial. Ela decide se posicionar como a melhor amiga da autora e começa a editar e reescrever o último manuscrito não publicado de Athena, um romance sobre os Corpos de Trabalhadores Chineses na Primeira Guerra Mundial. June, à medida em que vai modificando mais e mais o rascunho, começa a se sentir dona do romance e decide publicá-lo como sendo um trabalho seu original. June envia o manuscrito sendo imediatamente bem-vinda pelos editores e recebe um grande adiantamento. Para evitar controvérsias, ela publica o livro com um nome que soa asiático (Juniper Song, seu primeiro nome e nome do meio) e tira fotos de autora onde ela aparece como racialmente ambígua. Apesar dos esforços para se apresentar como asiática, a controvérsia cerca o sucesso do romance, e June repetidamente tem que se defender de acusações de apropriação cultural e plágio no Twitter. Logo, alguém ameaça revelar seus segredos para o mundo ver. O que June fará agora?

## Recepção da crítica

### Avaliações
Kirkus Reviews chamou o livro "uma crítica rápida e mordaz da indústria editorial", mas comentou que por vezes faltavam mais nuances. The Guardian wrote "Kuang delivers a hugely entertaining account of a brazen literary heist."
The New York Times deu ao livro uma crítica positiva, mas reservada, considerando-o "viciosamente satisfatório", mas "exagerado", até “clichê” e excessivamente mordaz
The Chicago Review of Books escreveu "onde [Yellowface] brilha é o tom sombrio e espirituoso de Kuang, as críticas à exploração editorial e cultural e a natureza consumidora das personas da Internet." O Washington Post fez uma revisão crítica do romance, dizendo que o personagem de June era inconsistente e carecia de profundidade, enquanto as representações da indústria editorial no romance eram superficiais e dependiam muito da replicação dos argumentos do Twitter no texto.

### Prémios e homenagens
Em 2023, a Libro.fm nomeou Yellowface um dos 10 melhores audiolivros do ano, e Time incluíram-no na sua lista dos "100 livros imperdíveis de 2023”". foi também eleito o Melhor Livro do Ano da Amazon.
| Ano  | Prêmio                             | Prêmio         | Resultado        | Referência |
| ---- | ---------------------------------- | -------------- | ---------------- | ---------- |
| 2023 | Barnes & Noble Prêmio Livro do Ano | —              | lista final      | [ 14 ]     |
| 2023 | Books Are My Bag Readers' Prêmios  | —              | lista final      | [ 15 ]     |
| 2023 | Foyles Books of the Year           | Ficção         | vencedor         | [ 16 ]     |
| 2023 | Goodreads Choice Awards            | Ficção         | vencedor         | [ 17 ]     |
| 2023 | Libby Book Award                   | Book Club Pick | vencedor         | [ 18 ]     |
| 2023 | New England Book Awards            | Ficção         | vencedor         | [ 19 ]     |
| 2023 | Waterstones Book of the Year       | —              | lista final      | [ 20 ]     |
| 2024 | Aspen Words Literary Prize         | —              | Lista preliminar |            |